# آیاکا هیراهارا

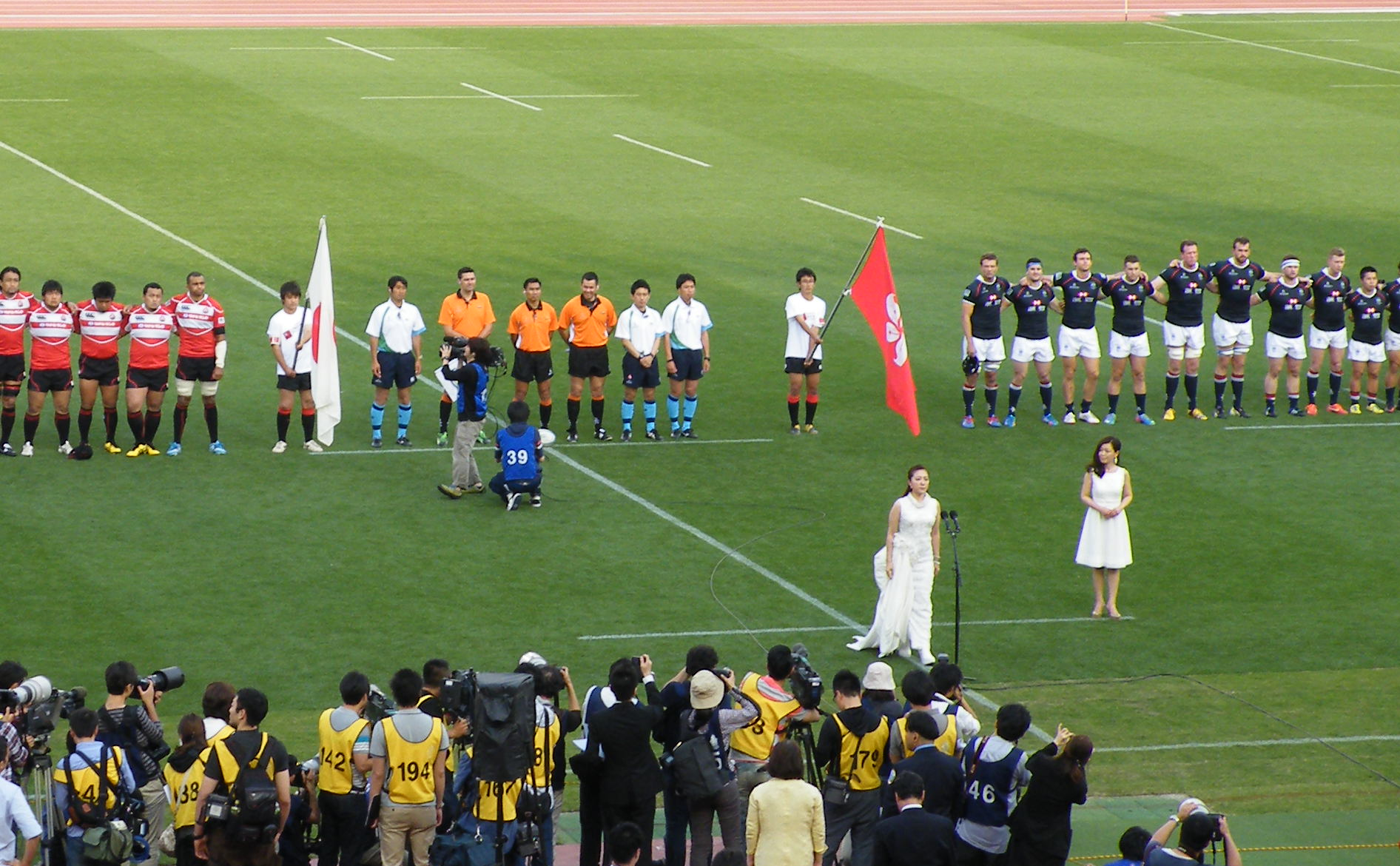
مسابقات پنج ملت آسیا ۲۰۱۴، ژاپن در مقابل هنگ کنگ (ورزشگاه ملی المپیک، ژاپن)

## زندگی
آیاکا هیراهارا در یک خانواده موسیقی‌دان به دنیا آمد. پدرش، ماکوتو هیراهارا، نوازنده ساکسیفون، پدربزرگش تسوتومو هیراهارا، نوازنده ترومپت، و خواهر بزرگ‌ترش، آیکا هیراهارا، خواننده‌ای تحت لیبل شرکت پیشرو موسیقی EMI است. (EMI Music Japan)
او از ۶ سالگی به مدت ۱۱ سال در باله ماتسویاما فعالیت داشت. در ۱۳ سالگی نواختن ساکسیفون را آغاز کرد و در دبیرستان سنزوکو گاکوئن، ساکسیفون کلاسیک آموخت. در حال حاضر، او در کالج موسیقی (سنزوکو گاکانه) Senzoku Gakuen، در رشته موسیقی جاز و ساکسیفون تحصیل می‌کند.
نخستین تک‌آهنگ او، مشتری، در دسامبر ۲۰۰۳ منتشر شد و به یکی از پرفروش‌ترین تک‌آهنگ‌های سال ۲۰۰۴ تبدیل گردید. این آهنگ ملودی خود را از مشتری در آلبوم سیاره‌های شیرین اثر گوستاو هولست گرفته است. به‌طور مشابه، آهنگ سیلیسیلنا نیز بر پایه سیلیسیانو از یوهان سباستین باخ ساخته شد.
او از ۲۰۰۹ تا ۲۰۱۱، مجموعه آلبوم‌هایی با تم کلاسیک منتشر کرد. پس از ۲۰۱۳، همکاری خود را با شرکت موسیقی رؤیایی خاتمه داد و به یونیورسال موزیک ژاپن (زیرمجموعه Nayutawave Records) پیوست. اولین تک‌آهنگ او تحت این لیبل، Tsubasa (به معنی بال) بود.
در ۱۳ نوامبر ۲۰۱۳، تک‌آهنگ 未来へかざす火のように به معنی درخش را منتشر کرد که به عنوان موسیقی متن بازی جاه‌طلبی نوبوناگا توسط کویی استفاده شد.همچنین در ۴ دسامبر ۲۰۱۳، اولین آلبوم خود را در یونیورسال منتشر کرد.
در ۱ نوامبر، یونیورسال لیست آهنگ‌های آلبوم بعدی آیاکا را فاش کرد (یکی از آنها نسخه جلد (من رؤیایی دیدم) از سریال بینوایان است).آلبوم فوق‌الذکر به رتبه ۳۲ در رتبه‌بندی اوریکون رسید.
آیاکا هیراهارا در چندین موزیکال معروف به ایفای نقش پرداخته است، از جمله:
کریستین دای در عشق هرگز نمی‌میرد (۲۰۱۴–۲۰۲۵)
کارول کینگ در نمیایشناه زبایی: کارو کینگ موسیقی دان (۲۰۱۷–۲۰۲۰)
مری پاپینز در مری پاپینز (۲۰۱۸)
یوریا در مشت ستاره شمالی (۲۰۲۱–۲۰۲۲)
ساتین در مولن روژ (۲۰۲۳–۲۰۲۴)
او همچنین ماریا را در دوبله ژاپنی فیلم آوای موسیقی و مری پاپینز را در دوبله ژاپنی مری پاپینز بازمی‌گردد صداگذاری کرده است.

## دیسکوگرافی

### آلبوم‌های استودیویی
- اودیسه (۲۰۰۴)
- صدا (۲۰۰۴)
- از تا (۲۰۰۵)
- Yottsu no L (2006)
- سورا (۲۰۰۷)
- مسیر استقلال (۲۰۰۸)
- کلاسیک‌های من! (۲۰۰۹)
- کلاسیک‌های من ۲ (۲۰۱۰)
- کلاسیک‌های من ۳ (۲۰۱۱)
- دوکی! (۲۰۱۲)
- من چه هستم[۷] (۲۰۱۳)
- کتاب آهنگ زمستان (۲۰۱۴)
- دعا (۲۰۱۵)
- عشق (۲۰۱۶)
- عشق ۲ (۲۰۱۷)
- حاجیماشیت (۲۰۱۹)

### آلبوم‌های تألیفی
- مشتری: آیاکا هیراهارا بهترین (۲۰۰۸)
- مجموعه مجردهای 10th Anniversary: Dear Jupiter (۲۰۱۳)

## آهنگ‌های موضوعی
آهنگ هیراهارا ریست، از آلبوم Yottsu no L در عنوان ۲۰۰۶ کپکام، اوکامی، به عنوان آهنگ پایانی استفاده شد. یک نسخه ارکسترال، "ریست– ممنون ورژی نیز توسط هیروشی یاماگوچی ساخته شده است.
همچنین در انیمه داستان سایکونکوکو آهنگ "Hajimari No Kaze" هیراهارا، (همچنین از Yottsu no L) استفاده شد. این آهنگ به عنوان آهنگ اصلی تیتراژ اول برای دو فصلی که پخش شد استفاده شد.
نسخه او از آهنگ "Tsubasa o Kudasai" در قسمت ۵ درام سگ اورتروس که با نام هنری ری خوانده شد ظاهر شد.
سوار بر موج زندگی (با حضور همکار Norimasa Fujisawa)، از آلبوم (کلاسیک‌های من2 OST) رسمی برای اکران فیلم دیزنی نیچر: اقیانوس‌ها در ژاپن است.
آیاکا هیراهارا به نام زندگی (いのちの名前 "Inochi no Namae") را توسط جو هیسایشی از فیلم استودیو گیبلی شهر اشباح ضبط کرد.